# Christuskirche (Liberec)

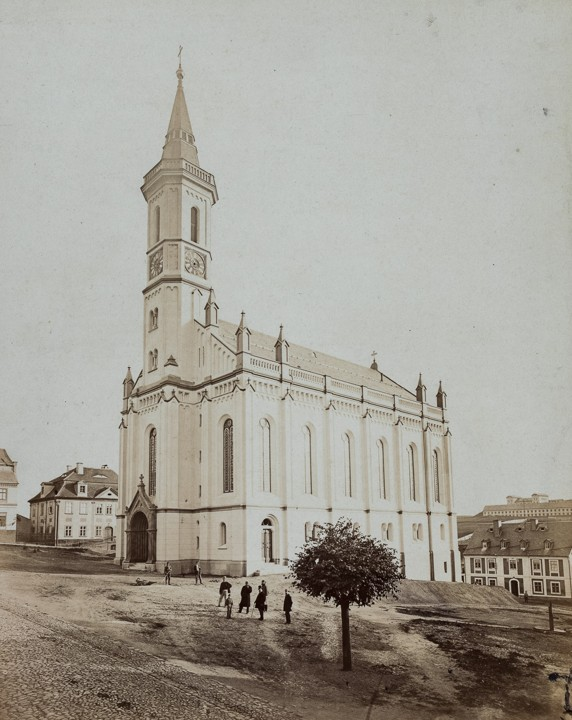
Christuskirche Reichenberg, Aufnahme von Wenzel Ferdinand Jantsch, 1868

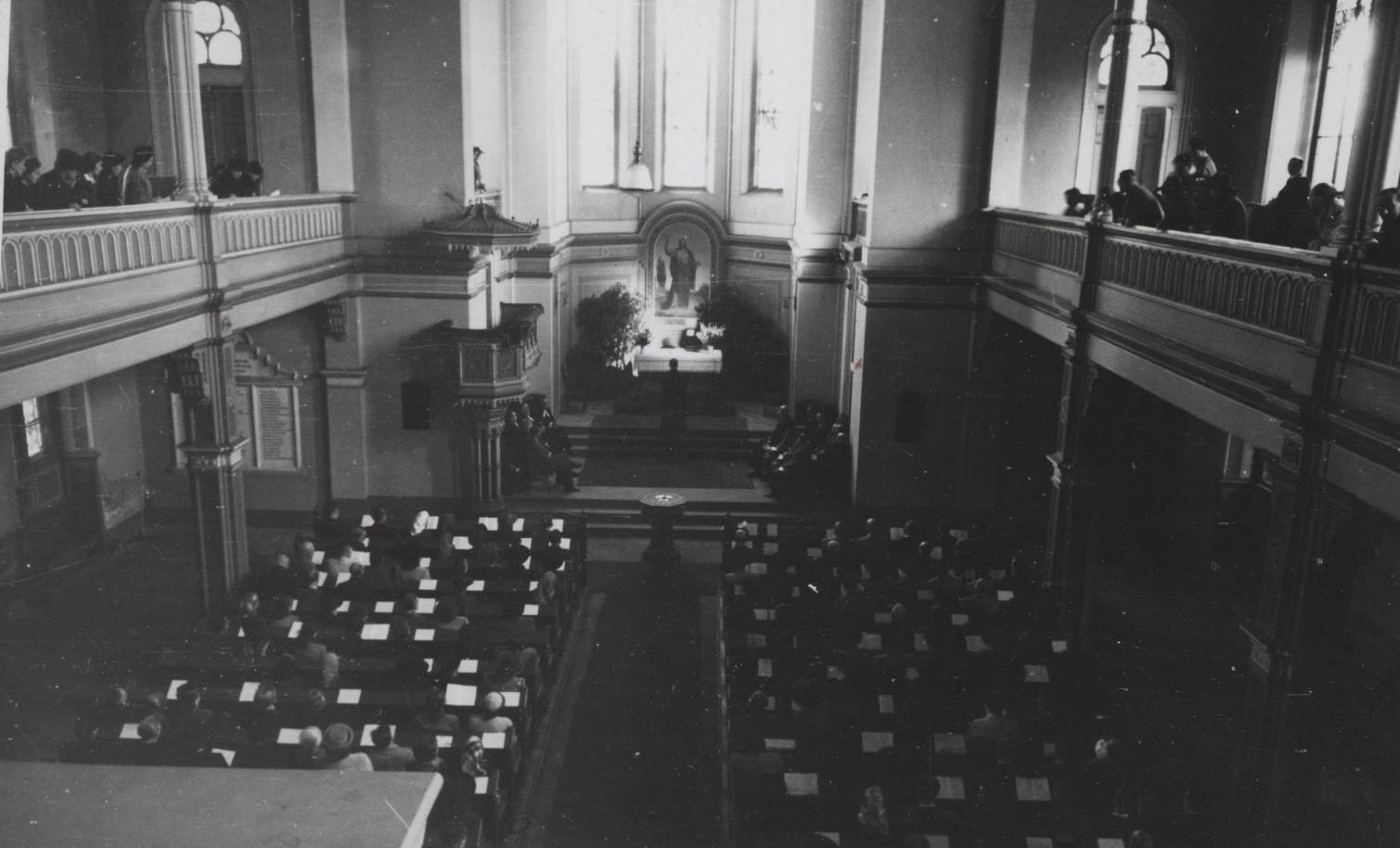
Innenansicht der Kirche 1946

Die Christuskirche war eine evangelische Kirche  in Liberec (deutsch Reichenberg), sie stand im Ortsteil Christianstadt. Bis 1918 gehörte sie der Evangelischen Superintendentur A. B. Westböhmen, bis 1945 der Deutschen Evangelischen Kirche in Böhmen, Mähren und Schlesien, seither der Evangelischen Kirche der Böhmischen Brüder an. Der 1864 errichtete Kirchenbau wurde 1976 gesprengt.

## Geschichte
Im 16. Jahrhundert hatte sich Reichenberg der Reformation angeschlossen, doch veranlassten Gegenreformation und Dreißigjähriger Krieg die Flucht zahlreicher protestantischer Familien. Erst die Toleranzpatente Kaiser Josephs II. ermöglichten ab 1780 wieder die Abhaltung protestantischer Gottesdienste. Das 1798 eingereichte Gesuch zur Errichtung eines Bethauses in Reichenberg wurde von der zuständigen Kreisbehörde abgelehnt, so dass sich die Protestanten in Gablonz trafen. Hier entstand ab 1833 eine evangelische Pfarrgemeinde, der auch Reichenberg als Filialgemeinde angeschlossen wurde. Nach Erlass des Protestantenpatents von 1861, das eine Gleichstellung der Protestanten erwirkte, wurde Reichenberg zur selbständigen Pfarrgemeinde erhoben. Im Anschluss daran entstand im Reichenberger Ortsteil Christianstadt mit Unterstützung des Gustav-Adolf-Vereins und des Reichenberger Magistrats der repräsentative Kirchenbau. Finanzielle Förderung erfuhr das Bauvorhaben auch durch den Textilfabrikanten Johann Liebieg sowie Graf Eduard Clam-Gallas, der 1863 das Baugrundstück zur Verfügung stellte. Die Grundsteinlegung fand am 19. Oktober 1864 statt und im darauffolgenden Jahr war die Kirche im Rohbau fertiggestellt. Nach Verzögerung, bedingt durch den Preußisch-Österreichischen Krieg 1866, konnte am 20. Oktober 1868 die Einweihung der nach Plänen des Reichenberger Baumeisters Gustav Sachers errichteten Kirche vollzogen werden.
Bereits in den 1920er Jahren erfolgten kirchlicherseits Klagen über Aversionen gegenüber der evangelischen Gemeinde, die dann infolge der Beneš-Dekrete und der nachfolgenden Vertreibung der Deutschen aus der Tschechoslowakei aufgelöst wurde. Seit etwa 1950 diente die Kirche zunächst der Evangelischen Kirche der Böhmischen Brüder als Gotteshaus. Nach Plänen um 1970, das inzwischen unbenutzte und durch einen Brand beschädigte Kirchengebäude als Konzerthaus umzunutzen, erfolgte schließlich am 29. Mai 1976 dessen Sprengung, an seiner Stelle wurde ein Park angelegt.

## Architektur
Die nach Maßgabe des Eisenacher Regulativs von 1861 erbaute Reichenberger Kirche folgte stilistisch den Vorstellungen des Rundbogenstils des mittleren 19. Jahrhunderts. Ihr entscheidendes Vorbild, das sich besonders in der Turmgestaltung manifestiert, stellte die 1844 vollendete Münchener Ludwigskirche von Friedrich von Gärtner, dem Lehrer von Gustav Sachers, dar. Über rechteckigem Grundriss erhob sich ein klarer Baukörper mit flach geneigtem Satteldach, artikuliert von flachen Strebepfeilern und abgeschlossen von einer Maßwerkgalerie. Der teilweise eingezogene, in den Freigeschossen mit abgeschrägten Kanten versehene Turmbau wurde von einem achtseitigen Steilhelm über vorkragender Balustrade abgeschlossen. Ihm entsprach auf der gegenüberliegenden Stirnseite eine nach außen vortretende, von Treppentürmen begleitete polygonale Apsis. Das von einer Kassettendecke abgeschlossene Kircheninnere war durch den Einbau von Emporen über gusseisernen, Mauerbögen tragenden Stützen als Emporenhalle gestaltet, die Orgelempore war in Korrespondenz zur gegenüberliegenden Apsis polygonal vorgezogen.